# Адамовская волость (Верхнеднепровский уезд)
Адамовская волость — административно-территориальная единица Верхнеднепровского уезда Екатеринославской губернии.
По состоянию на 1886 год состояло из 8 поселений, 8 сельских общин. Население 1978 человек (1007 мужского пола и 971 женского), 331 дворовое хозяйство.
| Собственность  | Площадь (в т. ч. пахотной) |
| -------------- | -------------------------- |
| Сельских общин | 1984 (1213)                |
| Частная        | 19 394 (3709)              |
| Другая         | 66 (10)                    |
| Всего          | 21 444 (4932)              |

Самые большие поселения:
- Адамовка — село при реке Базавлук в 40 верстах от уездного города, 235 человек, 36 дворов, православная церковь, школа.
- Марьинское — село при реке Базавлук, 404 человека, 66 дворов.
- Софиевка — село при реке Базавлук, 319 человек, 59 дворов, лавка, кирпичный завод.